# Peter Borgwardt
Peter Skjær Borgwardt (født 2. december 1941) er direktør og producent i produktionsselskabet Cubus Film og TV ApS og tidligere radio/TV-vært. 

## Karriere
Peter Borgwardt uddannede sig på Det Kongelige Danske Musikkonservatorium, Operaakademiet og Københavns Universitet.
Han var ansat i Danmarks Radio fra fra 1967 til 1998. Sammen med sin kone, Pia Borgwardt, bestyrede ham telefonønskeradioprogrammet ”Pia og Peter spiller klassisk” (efter et halvt år ændredes titlen til ”To spiller klassisk”). Programmet gik i luften den 23. juni 1970 og fortsatte med Pia og Peter Borgwardt som værter frem til 25. november 1976. Programmet gik ugentligt og opnåede lyttertal på en million. Han var desuden redaktør på bl.a. Musiknyt, Unge musikere på vej, Torsdagspausen og tilrettelagde operapræsentation. Fra 1970 til 1977 var han tillige musikproducer.
Fra 1972 til 1975 var han sideløbende med arbejdet i DR operakonsulent  på Det Kongelige Teater med henblik på at få flere til til at se opera. I den periode  oprettede han operaens opsøgende virksomhed. I 1978 blev han cand.jur.
I 1978 blev Peter Borgwardt sammen med sin hustru overført til Provinsafdelingen i Aarhus, hvor de opbyggede en tv-musikredaktion i konkurrence med redaktionen i København. Titler på serier som Musikleksikon, Bagom musikken, Midt i musikken, Rundt om musikken og de direkte tv-ønskekoncerter med landsdelsorkestrene kom alle på seernes top-ti. I 1987 fik Peter Borgwardt grønt lys til et pilotprojekt, hvor programmedarbejdere og teknikere arbejdede sammen uden faggrænser. Det gav en merproduktion på 40% og modellen blev nogle år senere indført i hele DR.
I 1998 forlod Peter Borgwardt DR for sammen med sin søn, Uffe Borgwardt, at oprette produktionsselskabet Cubus Film og TV ApS. Selskabet producerer hovedsageligt tv-programmer med klassisk musik samt dvd'er, TV-transmissioner og biograftransmissioner fra Det Kongelige Teater. Flere er internationalt præmierede. Fx blev The Copenhagen Ring (Wagners fire operaer) årets dvd i det britiske tidsskrift Gramophone.

## Privat
Borgwardt er søn af kongelig kammersanger Henry Skjær (1899-1991) og designer Margaretha Borgwardt (1912-2009). Han blev gift med Pia (f. Jantzen) i 1966. De har to børn, Uffe (født 1969) og Julie (født 1974).